# Борцонаска
Борцонаска (італ. Borzonasca, ліг. Borsonasca) — муніципалітет в Італії, у регіоні Лігурія,  метрополійне місто Генуя.
Борцонаска розташована на відстані близько 380 км на північний захід від Рима, 37 км на схід від Генуї.
Населення — 2099 осіб (2014).

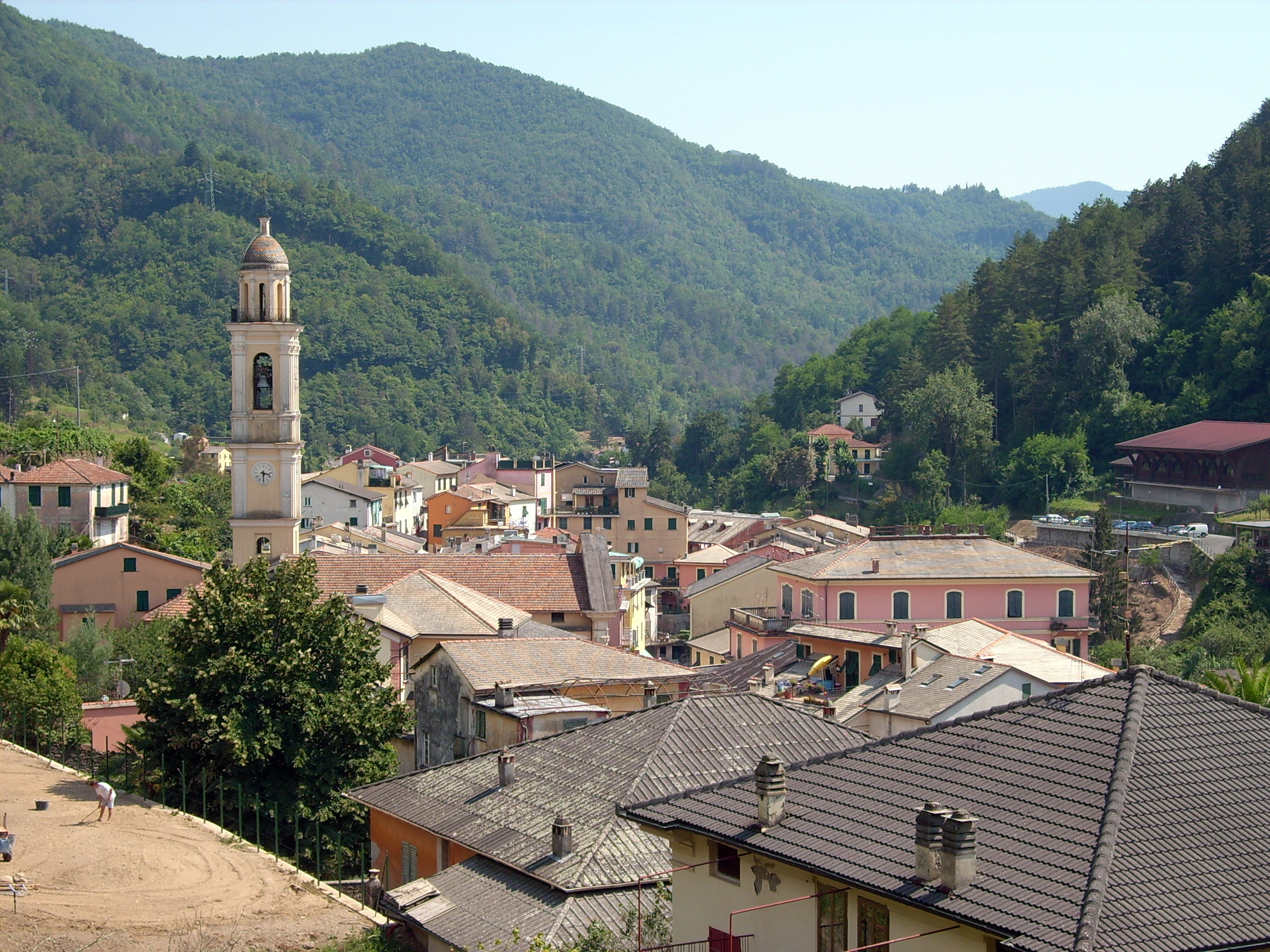

Щорічний фестиваль відбувається 24 серпня. Покровитель — san Bartolomeo.

## Демографія
Населення за роками:

Станом на 1 січня 2023 року в муніципалітеті офіційно проживали 154 іноземці з 31 країни, серед них 18 громадян країн Євросоюзу та 3 громадяни України.

## Сусідні муніципалітети
- Меццанего
- Не
- Реццоальйо
- Сан-Коломбано-Чертенолі
- Санто-Стефано-д'Авето
- Торноло
- Варезе-Лігуре